# Hold My Hand (canción de Jess Glynne)
«Hold My Hand» —en español: «Sostén Mi Mano»— es una canción de la cantante y compositora británica Jess Glynne para su álbum debut, I Cry When I Laugh. Fue escrita por Glynne, Janee Bennett, Ina Wroldsen y Jack Patterson, este último también produjo la canción. La canción fue lanzada el 22 de marzo de 2015 como su tercer siguiente sencillo solista, después de "Right Here" y "Real Love". La canción entró en el número uno en la lista de sencillos del Reino Unido por tres semanas consecutivas, así como también por dos semanas consecutivas en Escocia y en el top 10 en Irlanda e Israel.

## Video musical
El video musical de "Hold My Hand" fue dirigido por Emil Nava y lanzado el 23 de febrero de 2015. Se desarrolló en medio de una puesta de sol en el desierto de California, mientras que Glynne y amigos bailan libremente y montando en motocicletas.

## Rendimiento comercial
"Hold My Hand" debutó en el número uno en el conteo británico UK Singles Chart el 29 de marzo vendiendo más de 97.000 en el país. El sencillo vendió más que su más cercano competidor, James Bay con "Hold Back The River", por más de 40.000 unidades. "Hold My Hand" se convirtió en la primera canción de Glynne en solitario que alcanza el primer lugar en el Reino Unido; ella logró dos sencillos número uno en 2014 como artista invitada con "Rather Be" de Clean Bandit y Route 94 con "My Love". La canción conserva la primera posición en su segunda semana en la lista, con un poco más de 80.000 copias vendidas, incluyendo 1,62 millones de escuchas en servicios de streaming. La canción conserva la primera posición en su tercera semana en la lista, así, superando a Nick Jonas con "Jealous" tanto en formato digital como streaming.

## Actuaciones en directo
El 28 de marzo de 2015, Glynne interpretó la canción en las semifinales de The Voice UK.

## Lista de canciones
| Descarga digital - Sencillo |                |          |  |
| N.º                         | Título         | Duración |  |
| 1.                          | «Hold My Hand» | 3:47     |  |

| Descarga digital - Remixes |                                   |          |  |
| N.º                        | Título                            | Duración |  |
| 1.                         | «Hold My Hand» (M. J. Cole Remix) | 5:46     |  |
| 2.                         | «Hold My Hand» (Chris Lake Remix) | 4:59     |  |
| 3.                         | «Hold My Hand» (Le Youth Remix)   | 3:59     |  |

## Posicionamiento en listas

### Semanales
| País              | Lista                        | Mejor posición |      |
| 2015              | 2015                         | 2015           | 2015 |
| ----------------- | ---------------------------- | -------------- | ---- |
| Alemania          | Media Control Charts         | 19             |      |
| Australia         | ARIA Singles Chart           | 16             |      |
| Bélgica (Flandes) | Ultratop 50                  | 15             |      |
| Bélgica (Flandes) | Ultratop Dance               | 18             |      |
| Bélgica (Valona)  | Ultratip                     | 20             |      |
| Croacia           | Croatian Airplay Radio Chart | 1              |      |
| Escocia           | Scottish Singles Chart       | 1              |      |
| Eslovaquia        | Singles Digitál Top 100      | 27             |      |
| España            | PROMUSICAE                   | 50             |      |
| Estados Unidos    | Billboard Hot 100            | 86             |      |
| Estados Unidos    | Hot Dance/Electronic Songs   | 6              |      |
| Europa            | Euro Digital Songs           | 1              |      |
| Irlanda           | Irish Singles Chart          | 7              |      |
| Israel            | Media Forest                 | 1              |      |
| Italia            | Italian Singles Chart        | 13             |      |
| Países Bajos      | Mega Single Top 100          | 15             |      |
| Reino Unido       | UK Singles Chart             | 1              |      |
| Reino Unido       | Audio Streaming Chart        | 1              |      |
| Reino Unido       | Singles Sales Chart          | 1              |      |
| República Checa   | Radio Top 100 Chart          | 22             |      |
| México            | Los 40 Principales           | 1              |      |
| Suecia            | Sverigetopplistan            | 56             |      |

### Certificaciones
| País        | Organismo certificador | Certificación | Ventas certificadas | Ref.   |
| ----------- | ---------------------- | ------------- | ------------------- | ------ |
| Reino Unido | BPI                    | Plata         | 200 000             | [ 28 ] |

#### Sucesión en listas
| Anterior: «Lay Me Down» de Sam Smith con John Legend | Official Scottish Singles Chart Top 100 — Sencillo Nro 1 22 de marzo de 2015 — 19 de abril de 2015 | Siguiente: «See You Again» de Wiz Khalifa con Charlie Puth |
| Anterior: «Lay Me Down» de Sam Smith con John Legend | Euro Digital Songs — Sencillo Nro 1 11 de abril de 2015 — 18 de abril de 2015                      | Siguiente: «See You Again» de Wiz Khalifa con Charlie Puth |
| Anterior: «Lay Me Down» de Sam Smith con John Legend | UK Singles Chart — Sencillo Nro 1 22 de marzo de 2015 — 25 de abril de 2015                        | Siguiente: «See You Again» de Wiz Khalifa con Charlie Puth |